# OpenML
Open Media Library (OpenML), é livre, ambiente multiplataforma de programação concebida pelo Khronos Group para a captura, transporte, processamento, exibição, e sincronização de mídia digital (2D e 3D, áudio e vídeo de processamento, I/O, e networking). Qualquer desenvolvedor ou companhia pode livremente fazer o download do OpenML Specification & SDK, e implementar e colocar produtos usando OpenML completamente livre de custo, royalty ou licença.

## Vantagens do desenvolvedor OpenML
- Padronizado - OpenML padroniza suporte para áudio, vídeo, gráficos 2D e gráficos 3D no nível mais baixo que fornece a funcionalidade desejada e unificação (ou seja, a camada mais fina possível, em cima do hardware)
- Portável - OpenML suporta uma vasta gama de ambientes operacionais, de sistemas embarcados e high-end workstations
- Confiança - OpenML utiliza os padrões existentes comprovada e trabalha dentro de normas de organismos existentes na medida do possível
- Royalty - OpenML é um multi-plataforma, livre, padrão aberto para que os desenvolvedores poderem baixar, executar e lançar produtos usando OpenML totalmente gratuito, livre de royalties ou de licenciamento.